# Унитарианский универсализм и ЛГБТ-сообщество

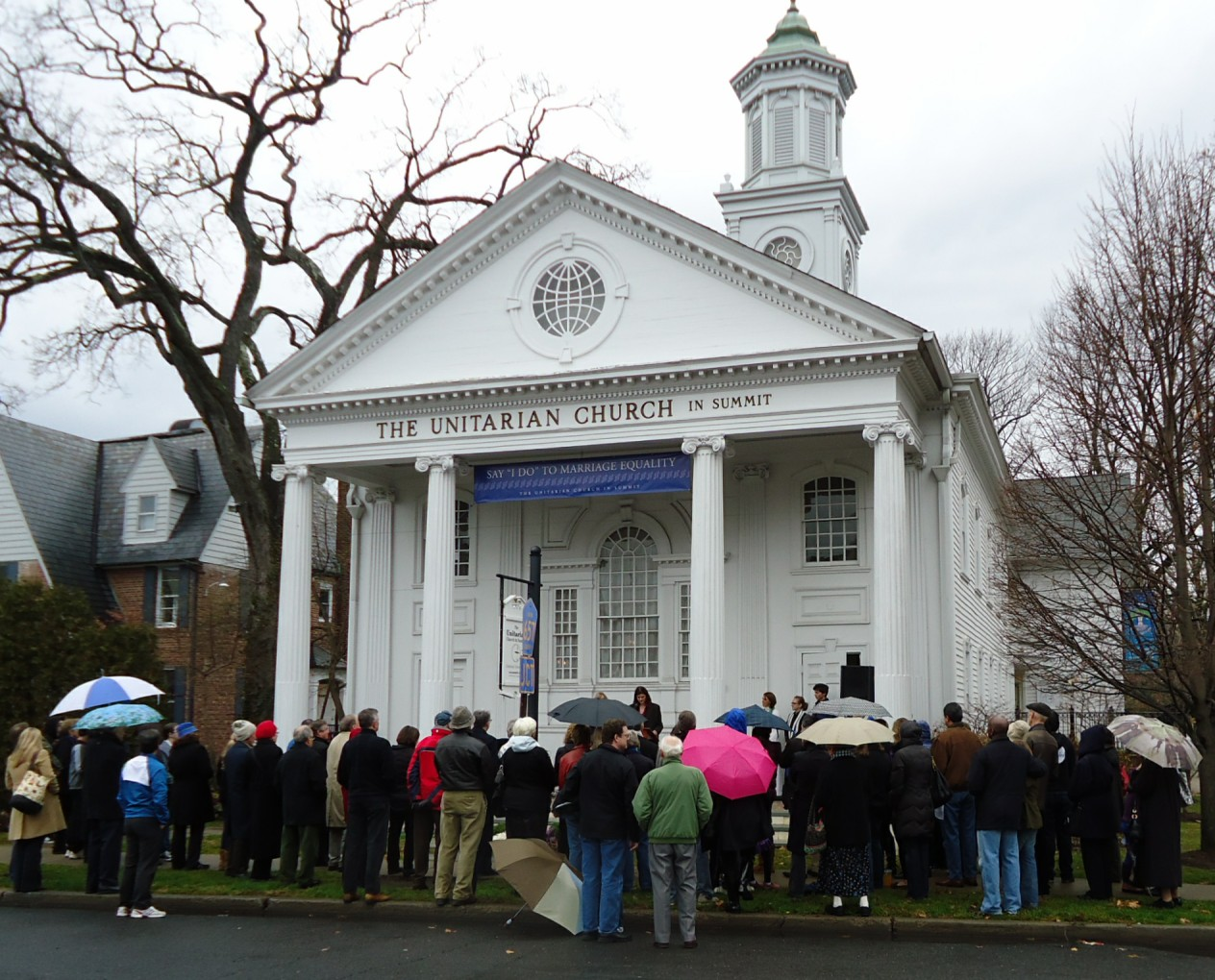
Митинг в защиту равенства в браке для однополых пар унитарианской церкви в Нью-Джерси. На синем баннере написано "Скажи "Да" равенству в браке".

Унитарианский универсализм, практикуемый Унитарианской универсалистской ассоциацией (UUA) и Канадским унитарианским советом (CUC), представляет собой неконфессиональную и либеральную теологическую традицию и конфессию, поддерживающую ЛГБТ.
Унитаристские универсалистские организации разрешают и приветствуют полноценное участие мирян и рукоположение лесбиянок, геев, бисексуалов и/или трансгендеров, которые открыто заявляют о своей сексуальной ориентации или гендерной идентичности; являются сексуально активными, если лесбиянки, геями или бисексуалами; или состоят в однополых отношениях.

## Теология
Первым из семи принципов унитарного универсализма является вера в "неотъемлемую ценность и достоинство каждого человека", на которую часто ссылаются как на религиозное обоснование своих взглядов на представителей ЛГБТ.

## История
Унитаризм и универсализм, два религиозных движения, которые объединились в 1961 году, чтобы сформировать унитарианский универсализм, имели долгую историю реформирования социальных институтов и были домом для многих аболиционистов, феминисток и других передовых мыслителей, включая сторонников освобождения геев. Например, одним из основателей Фонда Маттачайна был священник—универсалист—гей, преподобный Уоллес де Ортега Макси (пастор Первой универсалистской церкви Лос-Анджелеса), а двое основателей Общества Маттачайна - Боб Халл и Чак Роуленд - также были универсалистами
Ежегодная генеральная ассамблея UUA приняла более двух десятков резолюций по вопросам ЛГБТ, включая однополые браки, службу ЛГБТ-представителей в армии, Закон о недопущении дискриминации при приеме на работу, и права трансгендеров.
В 1970 году унитарный универсализм стал первой религией, официально осудившей дискриминацию гомосексуалистов. В резолюции осуждались как бифобия, так и гомофобия.
В 1989 году UUA запустила программу "Приветствие конгрегации", направленную на поддержку церквей в намеренном расширении участия представителей ЛГБТ. После выполнения требований, связанных с церковной политикой, образованием, адвокацией и многим другим, конгрегации получают статус "Приветствующих конгрегаций". По состоянию на 2019 год 75% всех унитарианских универсалистских конгрегаций США и 99% всех канадских унитарианских универсалистских конгрегаций прошли через процесс превращения в гостеприимные конгрегации.

### Рукоположение представителей ЛГБТ-духовенства
В сентябре 1969 года преподобный Джеймс Л. Столл публично объявил себя геем, что сделало его первым рукоположенным священником крупной религиозной группы в Соединенных Штатах или Канаде, сделавшим это. В 1979 году деноминация рукоположила своего первого священника - открытого гея и первого открытого трансгендера священник был рукоположен в сан в 1988 году.

### Образование
В 1971 году Унитарианская универсалистская ассоциация опубликовала "О твоей сексуальности" - всеобъемлющую программу полового воспитания для подростков в унитарианских универсалистских церквях, в которой гомосексуальность рассматривалась как допустимая и нормальная форма сексуальности. В течение следующих нескольких десятилетий программа несколько раз пересматривалась, а в 1999 году была заменена на "Всю нашу жизнь" - совместную программу с Объединенной Церковью Христа, которая продолжает поддерживать идентичность ЛГБТК в своих учебных планах.

### Однополые браки
Первые документально подтвержденные однополые бракосочетания, проведенные служителями-унитариями-универсалистами, были проведены преподобным Эрнестом Пайпсом-младшим в общественной церкви Санта-Моники, Калифорния, в 1957 году, и преподобным Гарри Бэрроном Шоулфилдом в Первой унитарианской церкви Сан-Франциско в 1958 году..
UUA официально поддерживает унитарианское универсалистское духовенство, совершающее брачные обряды для однополых пар с тех пор, как 1984. Семь из четырнадцати истцов по делу Гудридж против Великобритании (Гудридж против Департамент общественного здравоохранения, дело которого легализовало однополые браки в Массачусетсе, был унитаристом-универсалистом.. Эта конфессия принимала активное участие в борьбе за равенство браков в Соединенных Штатах в рамках своей пропагандистской кампании "На стороне любви" (ранее "Стоя на стороне любви"). UUA представила ходатайство amicus currie в поддержку однополых браков по делу Обергефелл против Великобритании. Ходжеса, дело Верховного суда, которое легализовало однополые браки по всей стране.

### Права трансгендеров
В 2022 году UUA представила в amicus краткое изложение, осуждающее законопроект SB 184 штата Алабама, который криминализирует медицинское обслуживание трансгендерной молодежи, основанное на гендерных принципах.

## Учрежденные организации

### UUA
С 1973 года UUA направляет своих сотрудников на то, чтобы стать более гостеприимным и инклюзивным по отношению к представителям ЛГБТ, через офис, который теперь называется "Министерства ЛГБТ", что делает его первой крупной национальной религиозной организацией, создавшей офис в поддержку гражданских прав и социального признания представителей ЛГБТ. Управление ЛГБТК-служений управляет программой "Приветствие прихожан", в рамках которой церкви UU принимают меры для расширения участия ЛГБТК в жизни общества.

#### Отделение Организации Объединенных Наций
Представительство UUA в Организации Объединенных Наций, известное для краткости как UUA-UNO, выступает за права ЛГБТ в странах за пределами Соединенных Штатов. Они также предоставляют образовательные ресурсы некоторым сообществам ЛГБТ в Африке..

### Канадский
Канадский унитарианский совет также поддерживает программу "Приветствие конгрегации" и признает гостеприимные конгрегации. Первым однополым браком, заключенным церковью в Канаде (после гражданского однополого брака Мишеля Жируара и Режан Трамбле из Монреаля в 1972 году), был брак Криса Фогеля и Ричарда Норта, которые поженились в Первой унитарианской универсалистской церкви Виннипега 11 февраля 1974 года, совершенный унитарианским священником преп. Норм Нейлор. Унитаристы-универсалисты были ответственны за первые однополые браки, заключенные в Манитобе, Онтарио, Альберте, Британской Колумбии, Новой Шотландии и Саскачеване, в основном в 1970-х годах, хотя в то время правительства провинций часто отказывались признавать эти браки.

### Международный совет унитариев и универсалистов
Международный совет унитариев и универсалистов помогает отстаивать права ЛГБТ в Нигерии и Кении.

### Interweave
С 1993 по 2016 год существовало сообщество ЛГБТ-унитариев-универсалистов и сторонников Interweave Continental. Interweave была связанной с UUA организацией, активно работающей над прекращением притеснений по признаку сексуальной ориентации и гендерной идентичности. Иногда Комитет по приему прихожан отдельной церкви превращался в отделение Interweave. Каждое отделение запрашивало финансовую и пропагандистскую поддержку у братства, с которым оно связано.

### TRUUsT
Основанная в 2004 году, TRUUsT (Трансгендерные религиозные профессиональные унитаристы-универсалисты вместе) является организацией трансгендерных священников-унитаристов-универсалистов, религиозных педагогов, семинаристов и других лидеров.

## Местная активность

### Африка
Унитарианская универсалистская церковь в Кампале, возглавляемая Марком Киямбой, с 2009 года работает в поддержку представителей ЛГБТ в Уганде. Унитарианские универсалистские общины в Бурунди и Южной Африке также активно поддерживают права ЛГБТ.

### Соединенные Штаты
Унитарианское универсалистское общество Айова-Сити в 1970-х годах принимало у себя городской союз лесбиянок, а в 2009 году - активистов однополых браков.
В 1980-х годах унитарианская церковь Всех святых в Талсе, штат Оклахома, принимала у себя группу, которая впоследствии стала "Оклахомцами за равенство".
Отдельные американские церкви организовывали и поддерживали мероприятия Прайда, включая инклюзивные богослужения и выпускные вечера для ЛГБТ.
Отдельные служители и прихожане демонстрировали поддержку прав ЛГБТК и трансгендеров на акциях протеста.